# Astragalus osterhoutii
Astragalus osterhoutii är en ärtväxtart som beskrevs av Marcus Eugene Jones. Astragalus osterhoutii ingår i släktet vedlar, och familjen ärtväxter. Inga underarter finns listade i Catalogue of Life.